# Ceratomyxa elegans
Ceratomyxa elegans là một loài động vật thân nhớt. Loài này được tìm thấy ở vùng Địa Trung Hải và biển Argentina. Loài này ký sinh trên các loài thuộc họ Cá cóc.